# Lorna Hill
Lorna Hill (1902-1991), est un auteur anglais de romans pour la jeunesse. Elle est célèbre pour ses séries dont les thèmes dominants sont la danse classique et les chevaux (ces deux thèmes se retrouvent parfois dans une même série). La plus connue d'entre elles est Sadlers Wells (diminutif de Sadler's Wells Theatre, une école de ballet à Londres), écrite de 1950 à 1964. 

## Biographie
Lorna Hill naît en 1902 à Durham, en Angleterre. Fille d'Edit (née Rutter) et de G. H. Leatham, elle fréquente le lycée pour filles de Durham puis une école privée suisse de Lausanne, Le Manoir. Elle obtient une licence en littérature anglaise à l’Université de Durham en 1926. C’est là qu'elle rencontre son futur époux, le pasteur V. R. Hill. Ils se marient en 1928 et s'installent dans la paroisse isolée de Matfen, dans le comté de Northumberland : elle y joue de l'orgue à l'église et dirige une école de catéchisme.
La carrière littéraire de Lorna Hill débute lorsque sa fille Vicki (Shirley Victorine), alors âgée de dix ans, trouve une histoire écrite par sa mère quand elle était enfant, et lui pose des questions sur les personnages. Il en résultera une série de huit livres, Marjorie (de 1948 à 1962), que Lorna Hill illustrera elle-même et qui sera publiée à Londres à partir de 1948. Suivront d’autres séries.
Lorsque sa fille Vicki quitte le foyer pour aller étudier le ballet à Londres dans l'école de danse Sadler's Wells, Lorna Hill, à qui sa fille manque beaucoup, commence la rédaction de la série Sadler's Wells. 
Elle écrira un total de quarante livres pour enfants, ainsi que La Sylphide, une biographie de commande sur la danseuse Marie Taglioni, et deux romans pour adultes. À cause d'une mauvaise santé, Lorna Hill cessera d'écrire. Il a été dit d'elle qu'elle était intransigeante avec ses éditeurs et qu'elle gagnait plus d'argent avec ses livres que bon nombre de ses contemporains. Certains de ses livres ont été traduits dans d'autres langues dont le finnois, l'indonésien, le tchèque, le slovène.
Par ailleurs, Lorna Hill a défendu la cause des animaux, ce qui a provoqué un conflit avec ses voisins fermiers. Elle meurt le 17 août 1991 à l'âge de quatre-vingt-neuf ans.

### Romans parus en France
Seuls quatre romans de Lorna Hill ont été traduits en français ; ils font partie de la série Sadlers Wells :
- 1958 : La Vocation d'Irène Titre original : A Dream of Sadlers Wells, (1950). Illustrations de François Batet, éditions Hachette, collection « Bibliothèque Hachette »
- 1960 : Irène à l'Opéra Titre original : Veronica at the Wells (1956). Illustrations de François Batet, Hachette, coll. Bibliothèque verte no 154.
- 1962 : Ballerine à l'Opéra (Sur les pas d'Irène) Titre original : Swan Feather (1958). Illustrations de François Batet, coll. Bibliothèque verte no 199.
- 1963 : Rosanna entre dans la danse Titre original : Rosanna Joins the Wells (1956). Illustrations de François Batet, coll. Bibliothèque verte no 227.

Autre roman traduit en France :
- 1980 : L'Automne de Martha Titre original : The Other Miss Perkin (1978). Roman traduit par Anne Messange ; Paris : Éditions mondiales, collection : Collection Delphine no 431, 221 p.

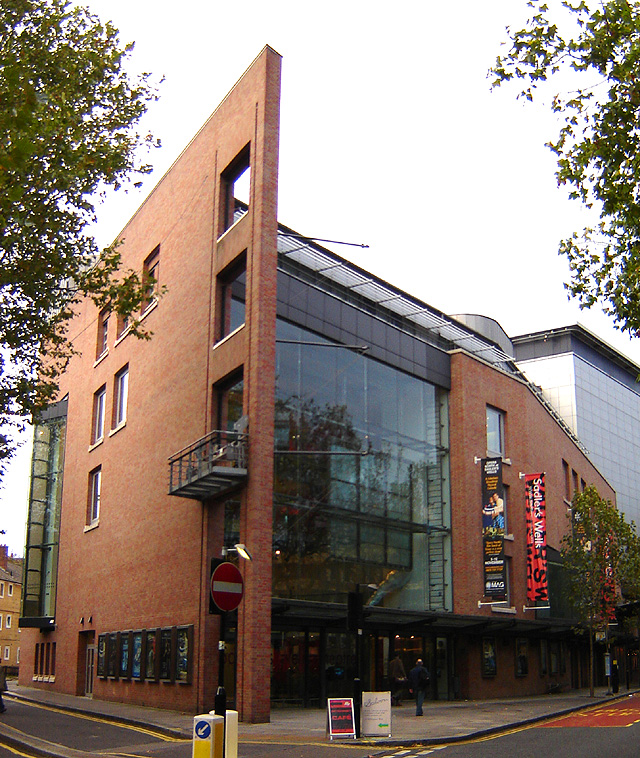
L'actuel Sadler's Wells Theatre

### SérieMarjorie
- 1 Marjorie and Co (1948)
- 2 Stolen Holiday (1948)
- 3 Border Peel (1950)
- 4 Northern Lights (1999)
- 5 Castle in Northumbria (1953)
- 6 No medals for Guy Nelson (1962)

### SérieSadlers Wells
La série se déroule principalement dans la région du Northumberland en Angleterre (notamment au manoir de Bracken Hall) et à l'opéra de Londres.

Quatre livres de cette série ont été traduits en français. La traduction a été complètement adaptée à la France : les lieux et certains noms de personnages ont été modifiés, notamment l'héroïne principale Veronica (renommée Irène dans la version française). Londres est remplacée par Paris, Durham  par Toulouse, la région du Northumberland par l'Armagnac, et le manoir de Bracken Hall devient Beauchêne.
- 1 A Dream of Sadlers Wells (1950) / (La Vocation d'Irène, 1958)
- 2 Veronica at the Wells (1951)  / (Irène à l'Opéra, 1960)
- 3 Masquerade at the Wells (1952)
- 4 No Castanets at the Wells (1953)
- 5 Jane Leaves the Wells (1953)
- 6 Ella at the Wells (1954)
- 7 Return to the Wells (1955)
- 8 Rosanna Joins the Wells (1956) / (Rosanna entre dans la danse, 1963)
- 9 Principal Rôle (1957)
- 10 Swan Feather (1958) / (Ballerine à l'opéra, 1963)
- 11 Dress-Rehearsal (1959)
- 12 Back-Stage (1960)
- 13 Vicki in Venice (1962)
- 14 The Secret (1964)

### SériePatience
- 1 They Called Her Patience (1951)
- 2 It Was All Through Patience (1952)
- 3 So Guy Came Too (1954)
- 5 The Five Shilling Holiday (1955)

### SérieDancing Peel
- 1 Dancing Peel (1954)
- 2 Dancer's Luck (1955)
- 3 The Little Dancer (1956)
- 4 Dancer in the Wings(1958)
- 5 Dancer in Danger (1960)
- 6 Dancer on Holiday (1962)

### SérieVicarage Children
- 1 The Vicarage Children (1961)
- 2 More About Mandy (1963)
- 3 The Vicarage Children in Skye (1966)

### Livres pour adultes
- La Sylphide, The Life of Marie Taglioni (1967) (biographie)
- The Scent of Rosemary (1978) (roman)
- The Other Miss Perkin (1978) (roman) / L'Automne de Martha, 1980)